# Francisco Javier Mina

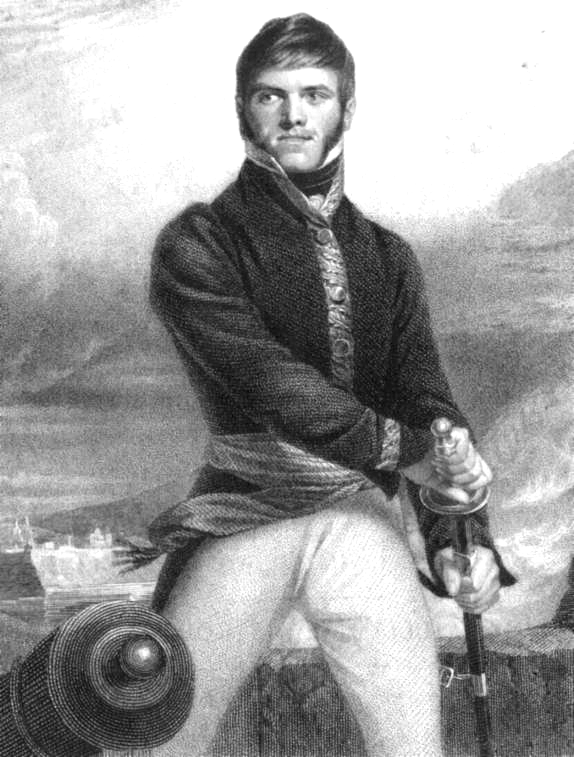

Martín Xavier Mina Larrea y Larrea, conhecido como Francisco Javier Mina e El Mozo, (Navarra, 1 de Julho de 1789 - Nova Espanha, 11 de Novembro de 1817) foi um advogado e militar espanhol. Lutou contra os franceses na Guerra Peninsular e, posteriormente, lutou contra a própria Espanha na Independência do México. Mina, alcunhado de El Mozo (O Jovem, em português), é considerado uma herói nacional no México; sendo que está sepultado sob o Ángel de la Independencia.